# Феликс Крес
Феликс Виктор Крес (пол. Feliks Wiktor Kres), настоящее имя Витольд Хмелецкий (пол. Witold Chmielecki; 1 июня 1966, Лодзь — 14 октября 2022) — польский писатель.

## Биография
Написал свой первый рассказ «Маг» в 1983 году, для конкурса, организованного журналом «Фантастика». Этот рассказ занял на конкурсе второе место.
Опубликовал 8 повестей и более 10 рассказов.
Наиболее известен Ф. Крес как автор двух циклов в жанре фэнтези. Это «шерерский цикл», действие которого происходит в вымышленном мире Шерер, где кроме людей существуют разумные расы котов и стервятников, и цикл «Piekło i szpada» («Ад и шпага»), описывающий альтернативную Землю XVII века, где герои борются с демонами, и созданиями, которые старше самого Сатаны.
На протяжении долгих лет Феликс Крес вёл рубрику в помощь молодым писателям в журналах «Fenix», «Magia i Miecz», «Science Fiction». Автор книги советов для начинающих авторов «Галерея сломанных перьев».
Феликс Крес был награждён наиболее престижной в польской фантастике премией имени Януша А. Зайделя за повесть «Король просторов» (1992), наградами «Шлякфа» (1993 и 2001) и «Сфинкс» (2000), наградами читателей журналов «Фантастика» (1987) и «Вояджер» (1991).
Произведения Феликса Креса переведены на русский, чешский и испанский языки. На русском языке изданы его книги «Громбелардская легенда», «Король просторов» (переиздана под названием «Король темных Просторов»), «Северная граница», «Королева войны», «Брошенное королевство», «Страж неприступных гор».
Скончался 14 октября 2022 года.

### Книга Всего
- Северная граница
- Король Просторов (Король тёмных Просторов)
- Громбелардская легенда
- Королева войны
- Брошенное королевство
- Страж неприступных гор